# Çatalzeytin
Çatalzeytin là một huyện thuộc tỉnh Kastamonu, Thổ Nhĩ Kỳ. Huyện có diện tích 368 km² và dân số thời điểm năm 2007 là 6597 người, mật độ 18 người/km².